# ICIM Arad
ICIM Arad este o companie de construcții din România.
A fost înființată în 1961, ca parte a unei societăți de stat în domeniul construcțiilor civile și industriale, iar în anul 1992 a fost privatizată.
Compania formată în 1992 a fost fondată pe bazele fostului șantier de lucru care a aparținut de ICIM Brașov.
Compania a fost preluată la începutul anului 2009 de Grupul International Railway Systems, specializat în construcția de vagoane de marfă.
Înainte de aceasta, ICIM Arad era deținută de un fond de investiții al Băncii Transilvania, BT Invest, și de Ioan Faur, fondatorul companiei.
Compania ICIM Arad este specializată în infrastructură și este activă și pe piața materialelor de construcții primare.
Număr de angajați în 2009: 870
Cifra de afaceri:
- 2008: 40 milioane euro[1]
- 2007: 22 milioane euro[1]